# Before Watchmen
Before Watchmen är en samling superhjälteserier i trettioåtta delar som är en sorts föregångare till serieromanen Watchmen, som skapades av den brittiske serieförfattaren Alan Moore och den brittiske serietecknaren Dave Gibbons. Serien publicerades först av DC Comics under 2012 och 2013 och består av nio stycken miniserier. 

## Bakgrund
I en intervju från 1985 sa Moore att om Watchmen togs emot med positiv kritik skulle han och Gibbons möjligtvis skapa en ny serieroman, även den med tolv delar, som skulle heta Minutemen och som skulle kretsa runt de ursprungliga superhjältarna från 1940-talet från Watchmen. DC erbjöd Moore och Gibbons chansen att publicera berättelser som utspelar sig innan handlingen i Watchmen, såsom Rorschach's Journal eller The Comedian's Vietnam War Diary, samt att DC ville ge möjligheten till andra författare att använda sig av samma universum. Idén om The Comedian's Vietnam War Diary lades snabbt på is då serietidningen The 'Nam var populär under denna tid, men en annan idé som uppstod var, enligt Gibbons, ett sorts "Nite Owl/Rorschach-lag". Dock kände varken Moore eller Gibbons att dessa idéer skulle lett någonvart, där Moore var särskilt orubblig vad det gällde att inga andra författare skulle få bygga vidare på Watchmen-universumet. Gibbons ansåg dock att idén om en Minutemen-serie inte var särskilt dum och att han hade tyckt det var intressant att se hur det hade artat sig i slutändan.
I en intervju från 2010 berättade Moore att DC hade erbjudit honom rättigheterna till Watchmen, men enbart om han gick med på att de kunde få skapa föregångare och uppföljare till serien. Moore svarade med att säga att om detta hade skett 10 år tidigare hade han kanske övervägt det, men att han i dagsläget inte ville få tillbaka rättigheterna till Watchmen, i alla fall inte under de krav som DC ställde. DC-anställda Dan DiDio och Jim Lee sa att de enbart ville återanvända de ikoniska seriefigurerna om deras berättelser höll den standard som Moore och Gibbons satte för närmare 25 år sedan. Efter flera månader av rykten avslöjade DC i februari 2012 att sju stycken föregångsserier inom Watchmen-universumet, kallade Before Watchmen, skulle komma att publiceras inom en snar framtid. Gibbons har gett projektet tummen upp medan Moore har sagt att hela idén är totalt skamlös och att han helst av allt hade sett att detta aldrig ägde rum. Moore har även sagt att han ansåg att det som gjorde Watchmen så speciell kommer att förstöras i och med lanseringen av Before Watchmen.
Den första delen ur serien, Before Watchmen: Minutemen, publicerades den 6 juni 2012 i USA. Mitt under publiceringen utannonserades två nya delar i Before Watchmen-serien, nämligen Before Watchmen: Moloch och Before Watchmen: Dollar Bill.

## Utgivning

### Before Watchmen: Minutemen
Dessa serier är skrivna och tecknade av Darwyn Cooke.
- Del 1: Publicerad den 6 juni 2012 i USA.
- Del 2: Publicerad den 11 juli 2012 i USA.
- Del 3: Publicerad den 29 augusti 2012 i USA.
- Del 4: Publicerad den 17 oktober 2012 i USA.
- Del 5: Publicerad den 5 december 2012 i USA.
- Del 6: Publicerad den 23 januari 2013 i USA.

### Before Watchmen: Silk Spectre
Dessa serier är skrivna av Darwyn Cooke och Amanda Conner och tecknade av Amanda Conner.
- Del 1: Publicerad den 13 juni 2012 i USA.
- Del 2: Publicerad den 18 juli 2012 i USA.
- Del 3: Publicerad den 5 september 2012 i USA.
- Del 4: Publicerad den 28 november 2012 i USA.

### Before Watchmen: Comedian
Dessa serier är skrivna av Brian Azzarello och tecknade av J.G. Jones.
- Del 1: Publicerad den 20 juni 2012 i USA.
- Del 2: Publicerad den 25 juli 2012 i USA.
- Del 3: Publicerad den 12 september 2012 i USA.
- Del 4: Publicerad den 5 december 2012 i USA.
- Del 5: Publicerad den 13 februari 2013 i USA.
- Del 6: Publicerad den 24 april 2013 i USA.

### Before Watchmen: Nite Owl
Dessa serier är skrivna av J. Michael Straczynski och tecknade av Andy Kubert och Joe Kubert.
- Del 1: Publicerad den 27 juni 2012 i USA.
- Del 2: Publicerad den 1 augusti 2012 i USA.
- Del 3: Publicerad den 19 september 2012 i USA.
- Del 4: Publicerad den 26 december 2012 i USA.

### Before Watchmen: Ozymandias
Dessa serier är skrivna av Len Wein och tecknade av Jae Lee.
- Del 1: Publicerad den 4 juli 2012 i USA.
- Del 2: Publicerad den 8 augusti 2012 i USA.
- Del 3: Publicerad den 26 september 2012 i USA.
- Del 4: Publicerad den 28 november 2012 i USA.
- Del 5: Publicerad den 30 januari 2013 i USA.
- Del 6: Publicerad den 13 mars 2013 i USA.

### Before Watchmen: Rorschach
Dessa serier är skrivna av Brian Azzarello och tecknade av Lee Bermejo.
- Del 1: Publicerad den 15 augusti 2012 i USA.
- Del 2: Publicerad den 3 oktober 2012 i USA.
- Del 3: Publicerad den 12 december 2012 i USA.
- Del 4: Publicerad den 6 mars 2013 i USA.

### Before Watchmen: Dr. Manhattan
Dessa serier är skrivna av J. Michael Straczynski och tecknade av Adam Hughes.
- Del 1: Publicerad den 22 augusti 2012 i USA.
- Del 2: Publicerad den 10 oktober 2012 i USA.
- Del 3: Publicerad den 12 december 2012 i USA.
- Del 4: Publicerad den 27 februari 2013 i USA.

### Before Watchmen: Moloch
Dessa serier är skrivna av J. Michael Straczynski och tecknade av Eduardo Risso.
- Del 1: Publicerad den 7 november 2012 i USA.
- Del 2: Publicerad den 19 december 2012 i USA.

### Before Watchmen: Dollar Bill
En engångspublikation som är skriven av Len Wein och tecknade av Steve Rude. Denna publicerades den 30 januari 2013 i USA.

### Before Watchmen: Epilogue
En engångspublikation som skulle varit både skriven och tecknad av flera olika personer. Den skulle även innehålla en berättelse kallad Crimson Corsair som var skapad av Len Wein och John Higgins. Dock bestämdes det mitt under publiceringen av Before Watchmen att avbryta arbetet med Epilogue även om Crimson Corsair senare publicerades.

## Samlingsalbum
| Datum     | Författare                  | Antal sidor | ISBN          | Förlag    | Innehåller albumen                                                                              |
| --------- | --------------------------- | ----------- | ------------- | --------- | ----------------------------------------------------------------------------------------------- |
| juli 2013 | Darwyn Cooke, Amanda Conner | 288         | 9781401238926 | DC Comics | - Before Watchmen: Minutemen - Before Watchmen: Silk Spectre                                    |
| juli 2013 | Brian Azzarello             | 256         | 9781401238933 | DC Comics | - Before Watchmen: Comedian - Before Watchmen: Rorschach                                        |
| juli 2013 | J. Michael Straczynski      | 288         | 9781401238940 | DC Comics | - Before Watchmen: Nite Owl - Before Watchmen: Dr. Manhattan - Before Watchmen: Moloch          |
| juli 2013 | Len Wein                    | 256         | 9781401238957 | DC Comics | - Before Watchmen: Ozymandias - Before Watchmen: Crimson Corsair - Before Watchmen: Dollar Bill |

En utgåva kallad Before Watchmen: Omnibus lanserades den 19 december 2018 i USA och innehöll samtliga seriealbum.